# محمد حسيب
محمد حسيب ممثل ومخرج ومهندس صوت مصري من مواليد 20 يوليو 1937  حصل علي بكالوريس الفنون الجميلة عام 1961.
الوفاة عام ١٩٩٩
الزواج من نوال مصممة التوترات

## بداية عمله بالنشاط الفني
بدأ اهتمامه بالسينما منذ كان في المدرسة الثانوية، لكنه بدأ العمل بالسينما والفن بشكل عام عندما أعلن التليفزيون المصري عند إفتتاحه، في يوليو 1960، عن حاجته لموظفين في قسم الرسوم المتحركة. التحق محمد حسيب بالتليفزيون ثم طلب نقله إلى أستوديو مصر، بعد علمه بوجود أجهزة حديثة للرسوم المتحركة هناك، تستخدم فقط في عمل تترات الأفلام، ومن أستوديو مصر إلى مدينة السينما ليعمل مخرجًا للأفلام التسجيلية والرسوم المتحركة. أول أفلامه كان «المهرجان» عام 1966 وهو فيلم تسجيلي، وتبعه بفيلم الرسوم المتحركة «عم فرحات» عام 1969، وأخرج العديد من الأفلام التلفزيونية منها «الطعم والسنارة».

## دخوله مجال الإخراج
بدأت الفترة المهمة في حياته، حيث حقق فيها عدداً من الأفلام التي اشتهرت في فترة الستينات. لم يدرس محمد حسيب السينما ـ علماً بأنه أصبح مشهوراً في مجال الإعلان والرسوم المتحركة ـ بدأ يتفرغ لدراسة كتب السينما، بالإضافة إلى احتكاكه ببعض المخرجين الذين تتطلب أفلامهم وجود بعض الخدع أو رسوم متحركة. حيث كانت بالنسبة له فرصة للاحتكاك بصناع السينما، كما أكسبته معايشة تصوير هذه الأفلام خبرة كبيرة. واتته الفرصة لإخراج أول أفلامه «إن ربك لبالمرصاد» في عام 1983 بمساعدة كاتب السيناريو بشير الديك. فشل في الحصول على منتج لفيلمه الأول ولذلك صمم على إنتاج الفيلم بنفسه، وخصوصاً بعد أن ساهم نجما الفيلم محمود ياسين وحسين فهمي في ظهور الفيلم إلى النور. وقد نجح الفيلم جماهيرياً، واستمر عرضه إحدى عشر أسبوعاً بالرغم من احتوائه على الكثير من سلبيات العمل الأول. وقد أثار نجاح فيلم محمد حسيب دهشة بعض العاملين في الوسط الفني، حيث كانوا يصفونه بمخرج الإعلانات أو التترات. ولم يكتفِ محمد حسيب بما حققه، بل تفرغ تماماً للقراءة في كل العلوم الأخرى، واتجه لدراسة علم النفس والاقتصاد والموسيقى، والتحق بمعهد النقد الفنى.
توفي المخرج محمد حسيب في 29 مارس 1999 عن 62 سنة وكانت حصيلة نشاطه في إخراج الأفلام السينمائية الروائية 7 إفلام فقط.

## قائمة أفلام محمد حسيب (إخراج)
فيلم «إن ربك لبالمرصاد» عام 1983
فيلم «الكف» عام 1985
فيلم «استغاثة من العالم الآخر» عام 1985
فيلم «شارع السد» عام 1986
فيلم «الطعم والسنارة» عام 1988
فيلم «أبو كرتونة» عام 1991
فيلم «الزمن الصعب» عام 1992

## وصلات خارجية
- محمد حسيب على موقع الدهليز
- محمد حسيب على موقع قاعدة بيانات الأفلام العربية
- محمد حسيب على الدهليز
- محمد حسيب على كاروهات